# Adolf Ullmann (Verbandsfunktionär)
Adolf Ullmann (* 13. Oktober 1942 in Neudek, Reichsgau Sudetenland; † 5. April 2014 in Würzburg) war ein deutscher Lehrer, Funktionär und von 2004 bis 2010 Bundesvorsitzender der Ackermann-Gemeinde.

## Leben und Wirken
Ullmann stammte aus dem 1938 in das Deutsche Reich als Sudetengau eingegliederten Teil der Tschechoslowakei und wurde in der Kreisstadt Neudek im Erzgebirge geboren. Er verließ mit seinen Angehörigen im Winter 1945/46 die wiedergegründete Tschechoslowakei, um nicht ins Lager gesteckt zu werden.
Ab Februar 1946 lebte er im Klarissinnenkloster Riedenburg. In Haßfurt besuchte er das Gymnasium und studierte anschließend Pädagogik in Würzburg. Danach war er als Lehrer in Unterfranken tätig. Von 1970 bis 2007 unterrichtete er an der Zellinger Hauptschule.
Von 1974 bis 2008 war Ullmann Vorsitzender der Ackermann-Gemeinde in der Diözese Würzburg und war von 2004 bis 2010 deren Bundesvorsitzender, nachdem er bereits seit 1991 dem Bundesvorstand angehört hatte. Er setzte sich in dieser Zeit für die Versöhnung zwischen dem deutschen und dem tschechischen Nachbarvolk ein.

## Ehrungen
- Bundesverdienstkreuz
- Pro Ecclesia et Pontifice
- St.-Bruno-Medaille der Diözese Würzburg
- 2012: Europamedaille der Europäischen Volkspartei des Europäischen Parlaments
- 2014: Ehrenbürger von Höchberg (posthum)